# John McPhail
John McPhail es un director de cine y guionista escocés.

## Vida y carrera
McPhail estudió Cinematografía en el Conservatorio Real de Escocia. Durante su estancia allí conoció y formó una estrecha relación de trabajo con Tyler Collins y Andrew Lanni. Después de graduarse en el Conservatorio, trabajó en la serie de televisión de la BBC Waterloo Road y fue asistente de cámara en la película Up There de Zam Salim.
En 2013 formó su propia productora Worrying Drake Productions y produjo una trilogía de cortometrajes con Collins y Lanni para producir una trilogía de cortometrajes de comedia; Notes era una comedia romántica sobre un par de compañeros de cuarto cuya relación se desarrolla a través de una serie de notas post-it. V for Visa y Doug & Steve's Big Holy Adventure completaron la trilogía de comedia. V for Visa tuvo su estreno norteamericano en el TriBeCa Film Center de Robert De Niro en Nueva York como parte del Bootleg Film Festival. La película ganó el premio al Mejor Director en el festival.
Su cortometraje de 3 minutos Just Say Hi sobre un floreciente romance entre un chico y una chica que se encuentran cada mañana en una parada de autobús llegó al top 13 de una lista corta de 250 películas en la competencia Virgin Media Shorts.
La película ganó 2 de los 3 premios disponibles en el festival, lo que convirtió a McPhail en el primer director en la historia del concurso en ganar múltiples premios. Posteriormente, la película fue recogida por el Festival Internacional de Cine de Très Court, donde se proyectó en más de 100 ciudades de 23 países. McPhail lanzó una campaña de financiación colectiva para ayudar a financiar su primer largometraje Where Do We Go From Here?, recaudando £10 630 en dos meses. La producción comenzó en el verano de 2014 con McPhail dirigiendo la película en 16 días en varios lugares de Escocia, incluidos Falkirk, Alloa, Coatbridge, Glasgow y Loch Lomond.
La película se proyectó en el Festival de Cine de Comedia de Cluj en Rumania, al que asistió McPhail junto con la productora Lauren Lamarr. A finales de octubre de 2015, la película se proyectó en el Festival de Cine Indie de Sydney, donde fue nominada a 7 premios. Al no poder asistir a la ceremonia de premiación, McPhail estuvo representado por un amigo que se encontraba viajando por Australia en ese momento. La película obtuvo tres premios en el festival a la Mejor Música, Mejor Actriz de Reparto y Mejor Película.
En 2016, McPhail se reunió con Nicholas Crum y Naysun Alae-Carew de Blazing Griffin sobre la posibilidad de dirigir su largometraje musical, Anna and the Apocalypse. La película basada en el cortometraje Zombie Musical del fallecido escritor Ryan McHenry, cuenta la historia de Anna y sus compañeros de escuela en su intento por sobrevivir a un repentino apocalipsis zombie que desciende sobre su ciudad en el período previo a la Navidad. Un fanático del terror con John Carpenter considerado como una de sus mayores influencias cinematográficas, McPhail aceptó la oferta y el rodaje comenzó más tarde ese año en Greenock, Escocia.
Anna and the Apocalypse tuvo su estreno mundial en Fantastic Fest el 22 de septiembre de 2017 con la asistencia de muchos de los actores y el equipo de la película. La película se estrenó en el Reino Unido como parte del Festival Internacional de Cine de Edimburgo de 2018 y fue catalogada como una de las 5 películas imprescindibles por el Scotsman Newspaper. Anna and the Apocalypse estuvo entre las nominadas a Mejor Película y Mejor Actriz por Ella Hunt en los Premios de la Academia Británica de Escocia de 2018.

## Filmografía

### Películas
| Año  | Título                                | Acreditado como | Acreditado como | Acreditado como | Acreditado como | Roles adicionales                       | Notas                         |
| Año  |                                       | Director        | Guionista       | Cámara          | Editor          | Roles adicionales                       | Notas                         |
| ---- | ------------------------------------- | --------------- | --------------- | --------------- | --------------- | --------------------------------------- | ----------------------------- |
| 2008 | Battlestar Galactica: By Your Command |                 |                 | Sí              |                 |                                         |                               |
| 2010 | Wiped                                 |                 |                 | Sí              |                 |                                         |                               |
| 2010 | Dear Mom                              |                 |                 | Sí              |                 |                                         |                               |
| 2010 | I Love Luci                           |                 |                 | Sí              |                 |                                         | Aprendiz de cámara diaria     |
| 2012 | Up There                              |                 |                 | Sí              |                 | Asistente de cámara                     |                               |
| 2013 | Notes                                 | Sí              | Sí              |                 |                 | Productor                               |                               |
| 2013 | V for Visa                            | Sí              | Sí              |                 |                 |                                         |                               |
| 2013 | Just Say Hi                           | Sí              | Sí              |                 | Sí              | Actor - Norbert                         |                               |
| 2014 | Take It Back and Start All Over       | Sí              |                 |                 |                 |                                         | Primer asistente de dirección |
| 2014 | Broken Record                         |                 |                 |                 |                 | Colorista                               |                               |
| 2015 | Where Do We Go From Here?             | Sí              | Sí              |                 | Sí              | Productor ejecutivo Actor - Dog Poo Man |                               |
| 2015 | Aviatrix                              | Sí              |                 |                 |                 |                                         | Director asistente            |
| 2017 | Anna and the Apocalypse               | Sí              |                 |                 |                 |                                         |                               |
| 2023 | Dear David                            | Sí              |                 |                 |                 |                                         |                               |

### Televisión
| Año       | Título        | Director         | Papel                  | Notas        |
| --------- | ------------- | ---------------- | ---------------------- | ------------ |
| 2012–2013 | Waterloo Road | Varios           | Asistente de cámara    | 6 episodios  |
| 2015      | Metalhedz     | Él mismo         | Director               | 1 episodio   |
| 2016      | The Crews     | Colin Ross Smith | Director de fotografía | 10 episodios |